# Oxira nipponica
Oxira nipponica är en fjärilsart som beskrevs av Kazuo Ogata 1957. Oxira nipponica ingår i släktet Oxira och familjen nattflyn. Inga underarter finns listade i Catalogue of Life.